# Копнин, Борис Павлович
Борис Павлович Копнин (8 февраля 1949 — 16 января 2023) — советский и российский онколог, доктор биологических наук, директор Института канцерогенеза им. Н. Н. Блохина, профессор кафедры вирусологии МГУ.

## Биография
Родился в Москве. Сын философа Павла Васильевича Копнина — члена-корреспондента АН СССР (1970).
С 1973 года в Институте экспериментальной и клинической онкологии Академии медицинских наук СССР, который в 1976 году вошёл в состав Онкологического научного центра АМН СССР (с 1980 г. Всесоюзный онкологический научный центр АМН СССР, с 1992 г. Онкологический научный центр РАМН, с 1998 г. Российский онкологический научный центр им. Н. Н. Блохина РАМН, с 2017 г. Национальный медицинский исследовательский центр онкологии имени Н. Н. Блохина): стажёр, аспирант, младший научный сотрудник, старший научный сотрудник.
В 1976 году защитил кандидатскую диссертацию на тему «Изучение причин и механизмов возникновения анеуплоидии и полиплоидии в опухолевых клетках».
С 1981 года работал в созданном при Онкоцентре НИИ канцерогенеза: заведующий лабораторией цитогенетики (1986—2012), директор Института (2008—2013), главный научный сотрудник лаборатории цитогенетики.
В 1984 году защитил докторскую диссертацию:
- Амплификация генов как механизм изменчивости соматических клеток млекопитающих : диссертация … доктора биологических наук : 03.00.15. — Москва, 1983. — 273 с. : ил.

По совместительству — профессор кафедры вирусологии МГУ, в течение 10 лет читал курс «Биология опухолевой клетки».
Автор более 200 научных публикаций в области изучения молекулярно-генетических основ опухолевого роста, механизмов генетической нестабильности и изменений внутриклеточных сигнальных путей неопластических клеток.
Член редакционных коллегий журналов «Биохимия», «Клиническая онкогематология», «Вестник РОНЦ», «Успехи молекулярной онкологии».
Умер 16 января 2023 года после тяжёлой продолжительной болезни.

## Научное наследие
Высокоцитируемые сочинения
- Мишени действия онкогенов и опухолевых супрессоров: ключ к пониманию базовых механизмов канцерогенеза / Б. П. Копнин // Биохимия. 2000. — Т. 65, Вып. 1. — С. 5-33.
- Копнин Б. П. Опухолевые супрессоры и мутаторные гены. В кн.: Канцерогенез. Под ред. Д. Г. Заридзе. Москва: Медицина, 2004. c.125-156
- Нестабильность генома и онкогенез / Б. П. Копнин // Молекулярная биология. — 2007. — Т. 41, № 2. — С. 369—380
- Неопластическая клетка: основные свойства и механизмы их возникновения / Б. П. Копнин // Практическая онкология. — 2002. — Т. 3, № 4. — С. 229—235

Доклады на международных конференциях
- Cytoplasmic actins as regulators of tumorigenicity. Kopnin P., Khromova N., Rybko V., Shagieva G., Chaponnier C., Dugina V. ECF «The cytoskeleton in tissue repair and diseases», Фрибург, Швейцария, 1-5 сентября 2013.
- Tumorigenicity is sensitive to cytoplasmic actins expression. Dugina V., Khromova N., Rybko V., Kopnin P., Chaponnier C. EMBO-FEBS Lecture Course: «Actin-based motility: From molecules to model organisms», Стреза, Италия, 29 октября — 2 ноября 2011

## Семья
Был женат на Калерии Вивиановне Волковой (род. 28.04.1948), внучке писателя Александра Мелентьевича Волкова. Их сын Павел Борисович Копнин окончил биофак МГУ им. Ломоносова  ( род. 30.08.1974)  в 2012 году сменил отца в должности заведующего лабораторией цитогенетики НИИ канцерогенеза. Дочь Копнина Дарья Борисовна ( род. 13.04.1977) окончила в 2003 году РГМУ им. Пирогова педиатрический факультет,  с 2006 года работала участквым врачом педиатром ГБУЗ ДГКБ №13 им. Н.Ф. Филатова, с 2016 года, стала заведующей педиатрического отделения поликлинического отделения ГБУЗ ДГКБ им. Н.Ф. Филатова.